# Kupferoxydul-Gleichrichter
Ein Kupferoxydul-Gleichrichter ist ein veralteter, heute nicht mehr verwendeter Gleichrichter auf der Basis des halbleitenden Kupfer(I)-oxids (Trivialname: Kupferoxydul). Zur Abgrenzung zu den damals auch verwendeten, auf Elektrolyten basierenden Elektrolytgleichrichtern war auch der Überbegriff Trockengleichrichter üblich. Sie zählen zu den ersten industriell genutzten Halbleiterbauelementen.

## Geschichte
Kupferoxydul-Gleichrichter wurden seit etwa 1925 großtechnisch hergestellt. Bei Leistungsanwendungen wurden sie bald durch Selen-Gleichrichter, später durch Germanium- und auf Siliziumdioden basierende Gleichrichter abgelöst. Bis in die 1950er Jahre wurden sie noch in Messgleichrichtern verwendet, heute haben sie keinen Anwendungsbereich mehr.
Der Begriff Diode ist für Kupferoxydul-Gleichrichter unüblich, obwohl sie vom Aufbau her ähnlich sind und identische Wirkungsprinzipien wie einen Metall-Halbleiter-Übergang zur Gleichrichtung verwenden. Damals wurde allerdings unter dem Begriff Diode primär die Röhrendiode, eine spezielle Elektronenröhre, verstanden.

## Aufbau

Aufbau

Ein einzelnes Kupferoxydul-Element besteht aus einer einseitig mit Kupfer(I)-oxid beschichteten Kupferscheibe, die je nach Strombelastbarkeit einen Durchmesser von einem bis etwa 40 mm hat. Mehrere solcher Platten sind durch Stapeln, mittels Kontaktfedern oder zwischengelegte Blei- oder Zinkscheiben in Reihe oder zu Brückengleichrichtern zusammengeschaltet. Eine Reihenschaltung war aufgrund der nur wenige Volt betragenden Sperrspannung bereits bei gleichzurichtenden Spannungen ab etwa 10 Volt erforderlich.

## Verwendung

Kennlinie eines Kupferoxydul-Gleichrichters im Vergleich zu einem Selen-Gleichrichter

Einer der Vorteile des Kupferoxydul-Gleichrichters ist die niedrige Schleusen- bzw. Flussspannung von 0,2–0,35 V, abhängig von der Herstellungstechnologie bzw. der konkreten Art des Materials. Aus diesem Grund wurden sie noch bis Mitte des 20. Jahrhunderts als Messgleichrichter zur Wechselspannungs- und insbesondere zur Wechselstrom-Messung mittels Drehspulmesswerken eingesetzt. Dabei war auch ihre gegenüber den bereits in den 1950er Jahren verfügbaren Germaniumdioden hohe Überlastbarkeit entscheidend. In den Folgejahren wurden Kupferoxydul-Gleichrichter zunächst durch Selengleichrichter, später durch Germanium-Gleichrichterdioden und schließlich durch Siliziumdioden und Silizium-Schottkydioden ersetzt.
Der Bahnwiderstand in Flussrichtung eines Kupferoxydul-Elementes ist recht hoch und bei typischen Stromdichten um 100 mA/cm2 waren für größere Ströme daher großflächige Elemente notwendig. Die kleine Sperrspannung machte kaskadierte Anordnungen erforderlich. Man stapelte die mit einer Oxidschicht versehenen Kupferscheiben mit Zwischenlagen aus weichem Metall zu Gleichrichtern für höhere Spannungen. Für höhere Spannungen bei einem kleinen Strom von wenigen Milliampere stapelte man eine Vielzahl der runden oxidierten Kupferscheibchen in Kunststoffröhrchen, ähnlich aufgebaut wie ein Selenstab.
Der Sperrstrom der Kupferoxydul-Elemente ist relativ groß und stark temperaturabhängig.

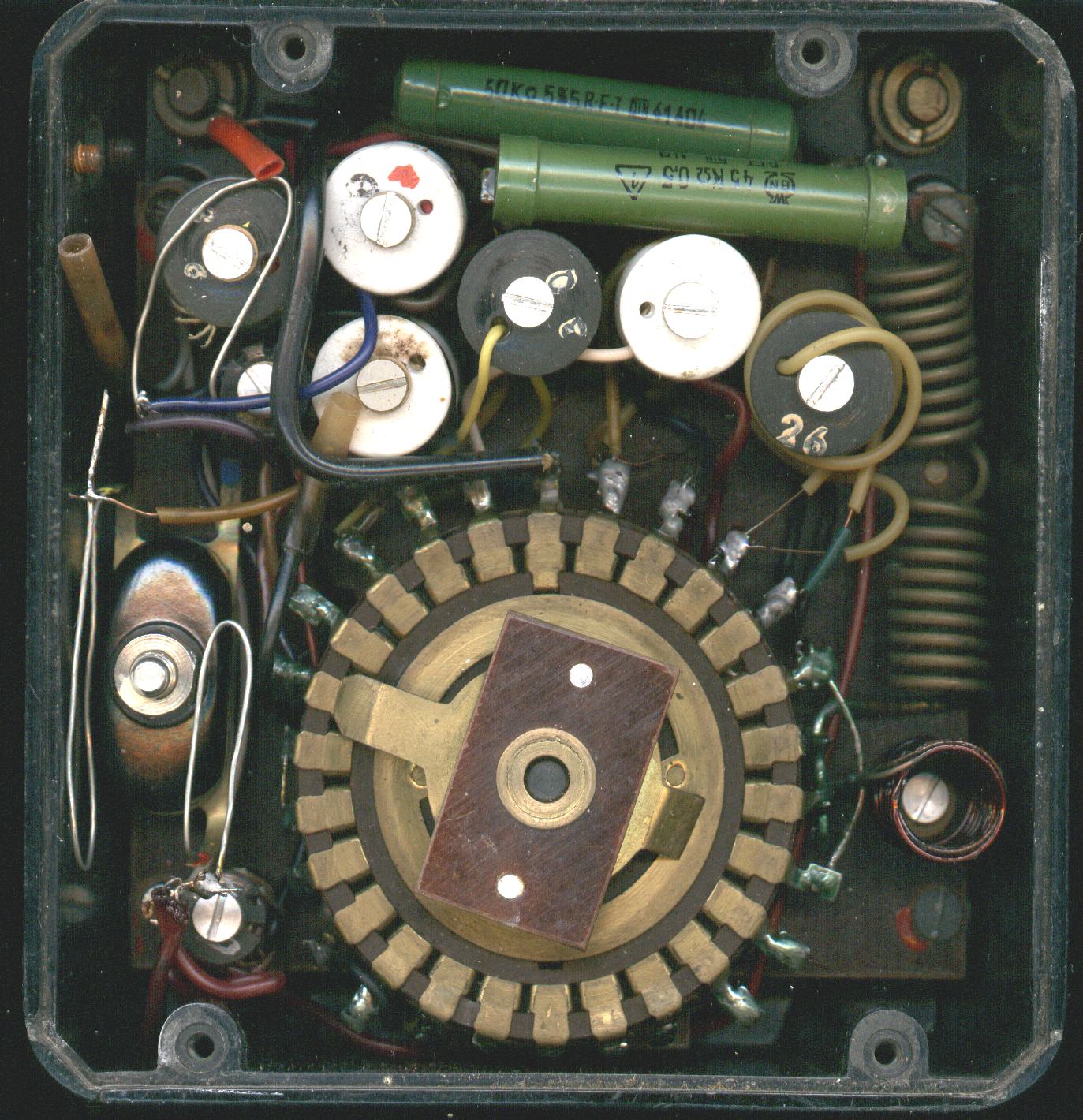
Kupferoxydul-Messgleichrichter (links) im Multimeter „Multizet“
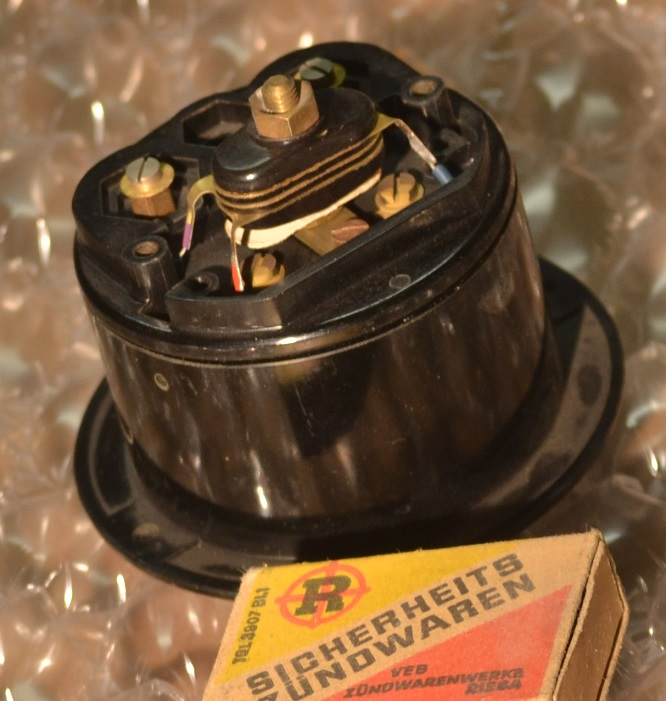
Kupferoxydul-Brückengleichrichter („Maikäfer“) auf einem Drehspulmesswerk
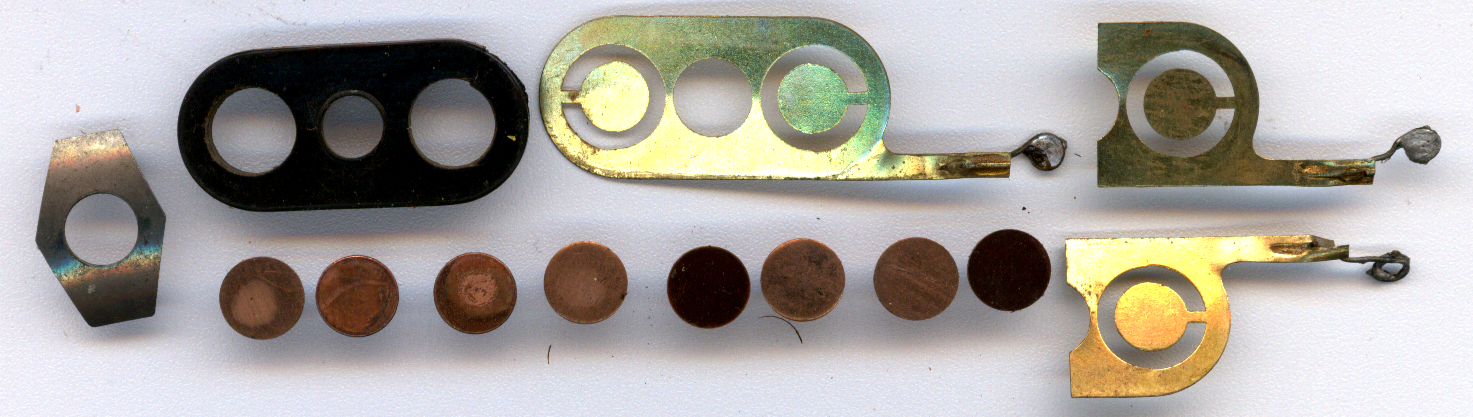
Einzelteile eines Kupferoxydul-Gleichrichters: Kupferscheiben mit Oxidschicht, dunkle Scheiben aus Hartpapier isolieren die Bügelfeder
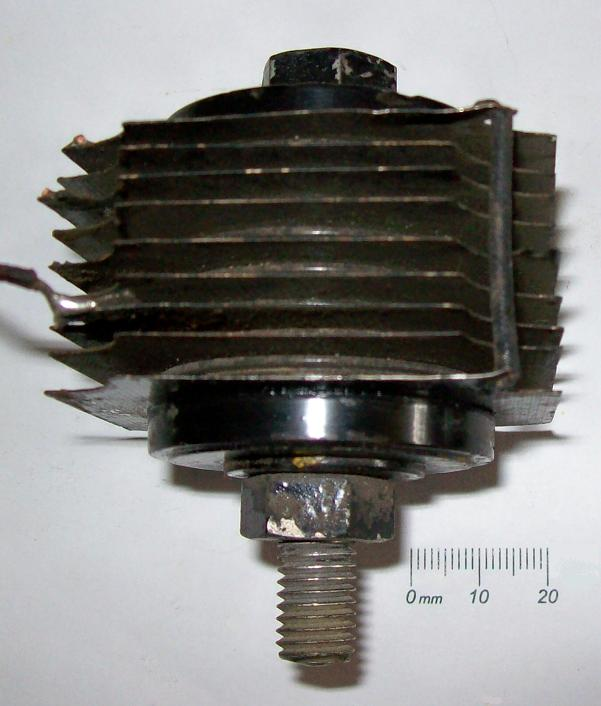
Kupferoxydulgleichrichter ca. 0,5 A / 12 V